# Роул, Джефф
Дже́ффри Пол «Джефф» Ро́ул (англ. Jeffrey Paul «Jeff» Rawle; 20 июля 1951, Бирмингем, Уэст-Мидлендс, Англия, Великобритания) — британский актёр, сценарист и певец.

## Биография
Родился 20 июля 1951 года в Бирмингеме (графство Уэст-Мидлендс, Англия, Великобритания), но позже вместе со своей семьёй он переехал в Шеффилд (графство Саут-Йоркшир). Окончил «High Storrs School» и Лондонскую академию музыкального и драматического искусства.
Дебютировал в кино в 1973 году, сыграв роль Билли Фишера в эпизоде телесериала «Рождественская ночь со звёздами». В 2005 году сыграл роль Амоса Диггори в фильме «Гарри Поттер и Кубок огня». В 1995—2012 года Джефф написал сценарии к трём фильмам и телесериалам, в том числе к фильму «Настольная книга молодого отравителя».
В 2010—2022 годах снимался в мыльной опере «Холлиокс» в роли серийного убийцы Сайласа Блиссета. Эта роль принесла ему большую популярность в Великобритании.
Также Джефф является певцом.

## Избранная фильмография
| Год       |   | Русское название                     | Оригинальное название               | Роль                     |
| --------- | - | ------------------------------------ | ----------------------------------- | ------------------------ |
| 1973      | с | Рождественская ночь со звёздами      | A Christmas Night with the Stars    | Билли Фишер              |
| 1980      | с | Дом ужасов Хаммера                   | Hammer House of Horror              | инспектор Фрэнкс         |
| 1984      | с | Доктор Кто                           | Doctor Who                          | Плантагенет              |
| 1985      | с | Ремингтон Стил                       | Remington Steele                    | Чоки                     |
| 2002      | с | Дэлзил и Пэскоу                      | Dalziel and Pascoe                  | Реймонд Майлз            |
| 2003      | с | Убийства в Мидсомере                 | Midsomer Murders                    | деррик Сигроу            |
| 2004—2007 | с | Доктор Мартин                        | Doc Martin                          | Роджер Фенн              |
| 2005      | ф | Гарри Поттер и Кубок огня            | Harry Potter and the Goblet of Fire | Амос Диггори             |
| 2006      | с | Море душ                             | Sea of Souls                        | Джеймс Норман            |
| 2009      | с | Приключения Сары Джейн               | The Sarah Jane Adventures           | Лайонел Хардинг          |
| 2010—2022 | с | Холлиокс                             | Hollyoaks                           | Сайлас Блиссет           |
| 2013      | с | Приключение в пространстве и времени | An Adventure in Space and Time      | Мервин Пинфилд           |
| 2017      | ф | Заклятье. Наши дни                   | The Crucifixion                     | Филип                    |
| 2018      | ф | Петерлоо                             | Peterloo                            | преподобный Хэй          |
| 2019      | с | Отец Браун                           | Father Brown                        | профессор Роберт Уайзман |
| 2020      | с | Голяк                                | Brassic                             | мистер Бэйтс             |
| 2020      | ф | Ребекка                              | Rebecca                             | Фрит                     |
| 2023      | с | Агентство «Локвуд и компания»        | Lockwood & Co.                      | Себастьян Сондерс        |